# کالنیتسه
کالنیتسه (به چکی: Kalenice) یک منطقهٔ مسکونی در جمهوری چک است که در ناحیه ستراکونیتسه واقع شده‌است. کالنیتسه ۴٫۱۳ کیلومتر مربع مساحت و ۹۱ نفر جمعیت دارد و ۵۱۳ متر بالاتر از سطح دریا واقع شده‌است.